# Tcherykaw
Tcherykaw (en biélorusse : Чэрыкаў ; en łacinka : Čerykaŭ) ou Tcherikov (en russe : Чериков) est une ville de la voblast de Moguilev, en Biélorussie, et le centre administratif du raïon de Tcherykaw. Sa population s'élevait à 8 165 habitants en 2017.

## Géographie
Tcherykaw est arrosée par la Soj, un affluent du Dniepr. Elle se trouve à 79 km au sud-est de Moguilev et à 253 km à l'est de Minsk.

## Histoire
Tcherykaw est mentionnée pour la première fois en 1460 : elle faisait alors partie du royaume de Pologne et le roi Casimir IV Jagellon ordonna que l'on y construise une église orthodoxe. Elle reçut l'autonomie urbaine en 1604 et ses armoiries en 1641. À l'occasion de la Première partition de la Pologne, en 1772, elle fut cédée à la Russie. Au XIXe siècle, elle faisait administrativement partie du gouvernement de Moguilev. En 1919, après la suppression de ce gouvernement, elle fut rattachée au gouvernement de Gomel. Le 17 juillet 1924, après la suppression du gouvernement de Gomel, elle devint le centre du raïon de Tcherykaw, dans l'okroug de Kalinine de la république socialiste soviétique de Biélorussie. En 1927, l'okroug de Kalinine fut supprimé et Tcherykaw fut transférée à l'okroug de Moguilev, puis, le 15 janvier 1938 à l'oblast de Moguilev.
Pendant la Seconde Guerre mondiale, elle fut occupée par l'Allemagne nazie d'août 1941 au 1er octobre 1943 et gravement endommagée. La population juive représentait près de quinze pour cent des habitants en 1939, soit près d'un millier personnes. De 1941 à 1943, près de 600 d'entre eux périrent dans le ghetto de Tcherykaw (ru) mis en place par l'armée allemande.
En 1986, la ville fut gravement affectée par la catastrophe de Tchernobyl.

## Population
Recensements (*) ou estimations de la population :
| 1897  | 1923* | 1926* | 1939* | 1959* |
| ----- | ----- | ----- | ----- | ----- |
| 5 249 | 5 547 | 4 947 | 6 400 | 4 930 |

| 1970* | 1979* | 1989* | 2009* | 2012  |
| ----- | ----- | ----- | ----- | ----- |
| 5 366 | 7 019 | 8 718 | 8 177 | 8 238 |

| 2013  | 2014  | 2015  | 2016  | 2017  |
| ----- | ----- | ----- | ----- | ----- |
| 8 247 | 8 222 | 8 184 | 8 149 | 8 165 |